# معاوية بن إسحاق بن طلحة بن عبيد الله
معاوية بن إسحاق بن طلحة بن عبيد الله القرشي التيمي، تابعي، وحفيد الصحابي طلحة بن عبيد الله، وأحد رواة الحديث النبوي من الثقات، قال ابن سعد: «كان ثقة»، ذكره في الطبقة الرابعة من أهل الكوفة.

## روايته للحديث النبوي
- روى عن: إبراهيم التيمي، وأبيه إسحاق بن طلحة بن عبيد الله، وسعيد بن جبير، وسعيد المقبري، وعباية بن رفاعة بن رافع بن خديج، وعبد الله بن عبيد بن عميرة، وعروة بن الزبير، وعمه عمران بن طلحة بن عبيد الله، وكعيب أو أبي كعيب مولى آل طلحة، وعمه موسى بن طلحة بن عبيد الله، وأبي بردة ابن أبي موسى الأشعري، وأبي صالح الحنفي، وعمته عائشة بنت طلحة بن عبيد الله، وأم الدرداء.[2]
- روى عنه: ابن عمه إسحاق بن يحيى بن طلحة بن عبيد الله، وإسرائيل بن يونس، والحسن بن عمرو الفقيمي، وأبو سعيد الربيع بن عبد الله البصري، وسفيان الثوري، وسليمان الأعمش، وشريك بن عبد الله بن أبي نمر، وشعبة بن الحجاج، وابن أخيه صالح بن موسى بن إسحاق بن طلحة بن عبيد الله، وابن عمه طلحة بن يحيى بن طلحة بن عبيد الله، وعبد الله بن محمد الطائي، وعبيدة بن أبي رائطة، ومحمد بن سعيد الأموي أخو يحيى بن سعيد، وموسى بن عبيدة الربذي وكناه، وأبو عوانة الوضاح بن عبد الله اليشكري، ومولاه يزيد بن عطاء اليشكري، وأبو شعبة الطحان.[2]
- الجرح والتعديل: قال عبد الله بن أحمد بن حنبل عن أبيه، والنسائي: ثقة. وقال أبو زرعة الرازي: شيخ واه. وقال أبو حاتم الرازي: لا بأس به. وذكره ابن حبان في كتاب الثقات. روى له محمد بن إسماعيل البخاري، وأبو داود في "القدر" والنسائي، وابن ماجه.[2]